# Any Time at All
Pistes de A Hard Day's Night
Can't Buy Me Love
(7) I'll Cry Instead
(9)
Any Time at All est une chanson des Beatles composée par John Lennon mais créditée à Lennon/McCartney, en 1964. Rock vif, la chanson est un dérivé d'It Won't Be Long publiée quelques mois plus tôt, montée sur les mêmes accords et avec le même type de voix. Lennon y explique à une jeune fille qu'il sera disponible pour elle à tout moment.
Enregistrée dans l'urgence pour l'album A Hard Day's Night, Any Time at All est notamment pourvue d'un pont instrumental joué au piano, idée de Paul McCartney. Les Beatles comptaient rajouter des paroles sur ce passage, mais n'en ont pas eu le temps avant que l'album soit terminé.
Outre l'ouverture de la face B d'A Hard Day's Night, Any Time at All paraît aux États-Unis sur Something New. Quelque temps plus tard, la chanson paraît au Royaume-Uni sur Extracts from the Album A Hard Day's Night.

## Historique

### Composition et enregistrement
Any Time at All est composée par John Lennon à une période où il est fort prolifique : dix des treize morceaux de l'album sont principalement de lui. Elle s'inscrit dans la veine de grands standards de Buddy Holly, que ce soit par la sonorité des guitares, ou le sens des paroles qui sont une déclaration de soumission à une jeune femme. Quel que soit le moment, dit Lennon, il sera disponible pour elle. Son auteur se montre assez déçu par la chanson, déclarant en 1980 : « Une tentative pour réécrire It Won't Be Long, même procédé. De do à la mineur, do à la mineur, et moi qui crie. » De la même façon, John explique que Yes It Is descend de This Boy, Paperback Writer de Day Tripper et Get Back de Lady Madonna.

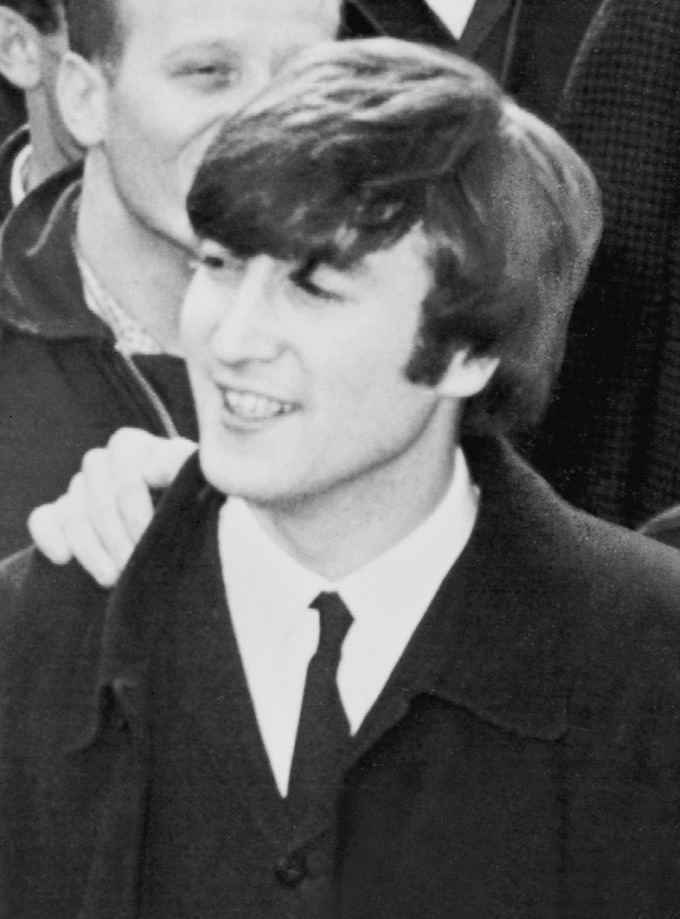
Any Time at All est composée par John Lennon à partir de la forme d'une ancienne chanson.

La chanson est enregistrée dans l'urgence, en juin 1964, alors que les Beatles s'apprêtent à entamer une tournée mondiale. Elle est par conséquent enregistrée lors de la toute dernière séance de l'album A Hard Day's Night, le 2 juin, lorsque sont également enregistrées When I Get Home et Things We Said Today. Any Time at All centre l'activité du groupe qui la travaille au début et à la fin de la séance. Sept prises sont enregistrées, avec une base rythmique et le chant de Lennon, mais il reste encore à trouver un pont à la chanson. En fin de séance, Paul McCartney propose une succession d'accords au piano, que suivra la guitare (la technique a déjà été utilisée pour le solo de la chanson A Hard Day's Night). En quatre prises, ce passage est enregistré, ainsi que les parties de chant de McCartney. C'est ce dernier qui chante les deuxièmes "Any time at all" de chaque refrain car John Lennon ne pouvait atteindre la note.
Le groupe désirait rajouter des paroles au pont, mais elles n'ont pu être écrites à temps. Le 3 juin, une dernière séance d'enregistrement est prévue pour le groupe, mais Ringo Starr doit être hospitalisé d'urgence. La séance est donc consacrée à des répétitions du répertoire du groupe afin de former le batteur remplaçant, Jimmy Nicol. Dès le lendemain, un mixage temporaire d'Any Time at All est réalisé pendant que le groupe part. S'il n'est pas utilisé, ce mixage marque la fin imprévue de la conception de la chanson. Les mixages définitifs sont réalisés le 22 juin.

### Parution et reprises
C'est le 10 juillet 1964 que sort l'album A Hard Day's Night au Royaume-Uni. Any Time at All en ouvre la face B, composée des chansons qui n'apparaissent pas dans le film du même nom. Le disque monte vite en tête des charts. Aux États-Unis, elle est présente sur Something New qui sort dix jours plus tard. Au mois de novembre suivant, le public britannique la retrouve sur l'EP Extracts from the Album A Hard Day's Night, qui connaît un succès assez relatif.
Les Beatles ne font que peu de cas de cette chanson qu'ils n'interprètent jamais en concert, ni même lors de leurs prestations à la BBC. La chanson est en revanche reprise en 1976 sur Rock 'n' Roll Music, compilation qui regroupe les morceaux les plus vifs du groupe. Éclipsée par d'autres chansons de l'époque, Any Time at All reste pourtant appréciée, comme l'explique Alan Pollack : « C'est une autre de ces chansons des Beatles qui tend à être éclipsée par les hits plus populaires de la période, mais qui est toujours un plaisir à découvrir quel que soit le niveau de votre intérêt pour la musique du groupe quand vous la découvrez. » Elle est classée par le magazine Rolling Stone 95e des 100 meilleures chansons du groupe.
La chanson a fait l'objet de quelques reprises, notamment par Nils Lofgren.

#### Publication en France
La chanson arrive en France en décembre 1964 sur la face A d'un 45 tours EP (« super 45 tours ») ; elle est accompagnée  de I Feel Fine. Sur la face B figurent She's a Woman et I'll Be Back.

## Fiche technique

### Interprètes
- John Lennon : chant, guitare rythmique acoustique
- Paul McCartney : chœurs, basse, piano
- George Harrison : guitare solo
- Ringo Starr : batterie

### Équipe de production
- George Martin : producteur
- Norman Smith : ingénieur du son
- Ken Scott : ingénieur du son
- Geoff Emerick : ingénieur du son